# KNN News Eye
KNN News Eye (en hangul, KNN 뉴스아이) es un informativo de televisión de Corea del Sur emitido por KNN para las zonas de Busan y Gyeongsang del Sur desde el 14 de mayo de 1995, diariamente a las 20:35 (KST) posterior a la emisión de SBS 8 Noticias desde Seúl al ser KNN una cadena afiliada a SBS.
Inicialmente fue llamado «PBS News Eye» hasta el 13 de mayo de 2006, cuando PSB cambio su nombre a su actual denominación KNN. Es trasmitido en Alta definición desde el 13 de abril de 2009 y es visto desde 3 millones y medio de hogares en Busan y Gyeongsang del Sur.

## Otros programas
- KNN Morning Wide
- KNN News Today